# Mico munduruku
Mico munduruku (лат.) — вид приматов семейства игрунковых (Callitrichidae). Эндемик дождевых лесов Амазонии, обитает на юго-западе бразильского штата Пара.

## История открытия
Вид был научно описан группой исследователей под руководством Родриго Коста-Араужо в 2019 году. Видовое название дано в честь народа мундуруку, во владениях которого находится около половины ареала обитания Mico munduruku.

## Распространение
Обитает в низменных девственных и вторичных лесах на территории площадью примерно в 120 000 км². Вид распространён от правого берега реки Жаманшин, ниже устья реки Ново, возможно, до правого края верхней части реки Тапажос, ниже устья реки Куруру.
Красная книга МСОП присвоила виду охранный статус «Уязвимый». Виду угрожает потеря и быстрая деградация среды обитания.

## Описание
От географически близких родственных видов Mico munduruku отличается белым хвостом, бежево-желтоватой спиной, белыми предплечьями с бежево-желтоватыми пятном на локте, белыми задними лапами и кистями рук. Тело достигает 18—27 см в длину, хвост — 28—33 см. Весит 250—435 г.